# Rapporto Jäger

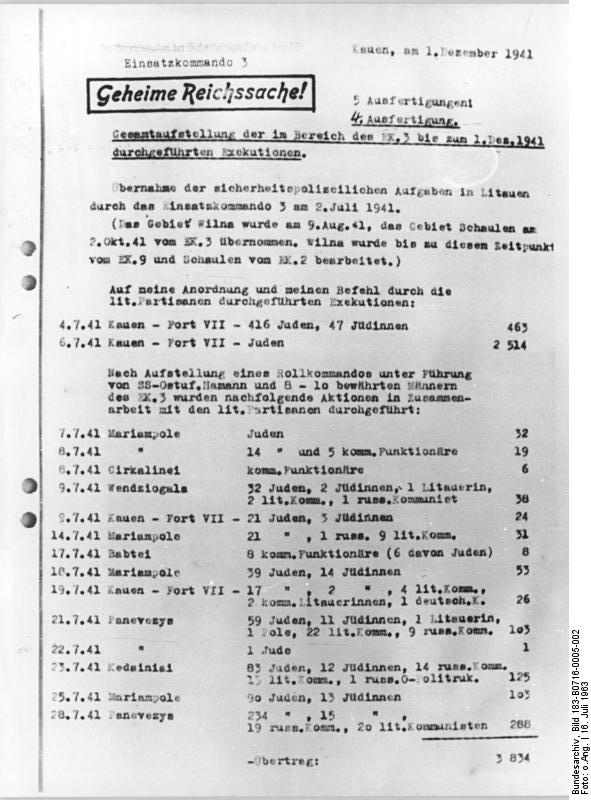
La prima pagina del rapporto

Il rapporto Jäger (nome intero: Tabulazione completa delle esecuzioni effettuate nella zona dell'Einsatzkommando 3 fino al 1º dicembre 1941) è un documento che venne redatto il 1 dicembre 1941 da Karl Jäger, comandante dell'Einsatzkommando 3 (EK 3), una squadra della morte dell'Einsatzgruppe A aggiunta all'Heeresgruppe Nord durante l'Operazione Barbarossa. Si tratta della più dettagliata cronaca esistente delle attività di un singolo ed è la chiave per documentare l'Olocausto in Lituania, in Lettonia e in Bielorussia.
Nel rapporto Jäger sono conteggiate le azioni dell'unità Einsatzkommando 3, inclusa la squadra Rollkommando Hamann. Il rapporto tiene un conto quasi giornaliero degli omicidi di 137.346 persone, quasi tutti ebrei, dal 2 luglio al 25 novembre 1941. Vengono documentati data e luogo dei massacri, numero di vittime e suddivisione in categorie (ebrei, comunisti, criminali, ecc.). In totale ci furono 112 esecuzioni in 71 diverse località fra Lituania, Lettonia e Bielorussia. In 17 casi il numero di morti supera le 2.000 unità. Il 9 febbraio 1942, in una nota a mano per Franz Walter Stahlecker, Jäger aggiorna il totale a 138.272 persone: 136.421 ebrei (46.403 uomini, 55.556 donne e 34.464 bambini), 1.064 comunisti, 653 disabili mentali e 134 altri. Il rapporto concludeva che la Lituania era ormai liberata dagli ebrei, eccetto che per 34.500 persone concentrate nei ghetti di Vilnius, Kaunas and Šiauliai Ad ogni modo il rapporto Jäger non conteggia tutte le esecuzioni di ebrei in Lituania, perché non include quelle dell'Einsatzkommando 2 nell'area di Šiauliai (circa 46.000 persone), in alcune aree di confine (per esempio aŠakiai il 13 settembre, a Kudirkos Naumiestis il 19 settembre, a Kretinga in luglio-agosto, a Gargždai il 24 giugno), o persino a Vilnius (come il massacro dello (Yom Kippur) con 4.000 vittime).
Il rapporto, di nove pagine, fu preparato in cinque copie, ma solo una sopravvisse ed è oggi conservata a Mosca, nell'Archivio militare di Stato. La copia fu trovata nel 1944 quando l'Armata Rossa riconquistò la Lituania, ma non venne resa nota, né utilizzata nei processi per crimini di guerra contro i nazisti. Solo nel 1963, durante il processo in absentia contro Hans Globke in Germania dell'Est e quattro anni dopo il suicidio di Jäger, il ministro sovietico agli affari esteri rivelò ai tedeschi l'esistenza del documento. Il rapporto venne prima pubblicato in una raccolta documentaria lituana, Masinės žudynės Lietuvoje, nel 1965, e poi dalla stampa occidentale, per opera di Adalbert Rückerl, nel 1972.